# Mumbar
Mumbar o mumbar dolması és un plat tradicional de menuts de la cuina turca i de les cuines dels països veïns, com l'Iraq.
El mumbar dolması es prepara farcint els intestins (anomenats mumbar a Sivas, els cops del mumbar o mumbar başı són preferits) d'ovella amb una mescla d'arròs, carn picada, salça, salsa de pebrot dolç, julivert, all y algunes espècies i cuinant-ho tot en aigua amb una mica de sal. És tant un plat de menuts com també de la categoria dolma. En temps otomans aquest plat era un dels dolmas venuts pels dolmacıyan (‘els venedors de dolma’ en turc otomà). Els armenis de Turquia l'anomenen kibe mumbar.
En alguns indrets de Turquia el plat s'anomena bumbar o bumbar dolması. A més a més, en l'idioma turc, tots els plats de dolma es poden anomenar com a dolma en comptes de dolması, sense obeir la gramàtica, per raons pràctiques. Per tant, aquest plat també pot ser anomenat mumbar dolma o bumbar dolma.
L'abril de 2016 es va dur a terme un concurs de cuinar mumbar dolması a Kahramanmaraş.